# Craspedosis extenuata
Craspedosis extenuata là một loài bướm đêm trong họ Geometridae.